# Guitar Summit
Der Guitar Summit ist eine Fachmesse mit dem Schwerpunkt auf Saiteninstrumenten, insbesondere E-Gitarren, Bass-Gitarren, Akustik-Gitarren, Gitarrenverstärker, Effektpedale und Zubehör. Sie findet seit 2017 einmal jährlich an einem Wochenende im September über einen Zeitraum von drei Tagen statt und wird im m:con Congress Center Rosengarten in Mannheim abgehalten. Veranstalter ist das Magazin Gitarre & Bass mit lokaler Unterstützung von der Stadt Mannheim und der mg: mannheimer gründungszentren gmbh.

## Konzept
Der Guitar Summit ist eine Messe für Endkunden zu den Themen Gitarren, Bässe, Gitarrenverstärker und Effekte. Dabei setzt man auf ein integriertes Veranstaltungskonzept aus Festival, Seminaren, Workshops und Fachmesse. Neben Workshops und Konzerten wird der Guitar Summit von einer Ausstellung begleitet, auf der verschiedene Hersteller und Vertriebe von Saiteninstrumenten ihre Produkte präsentieren.

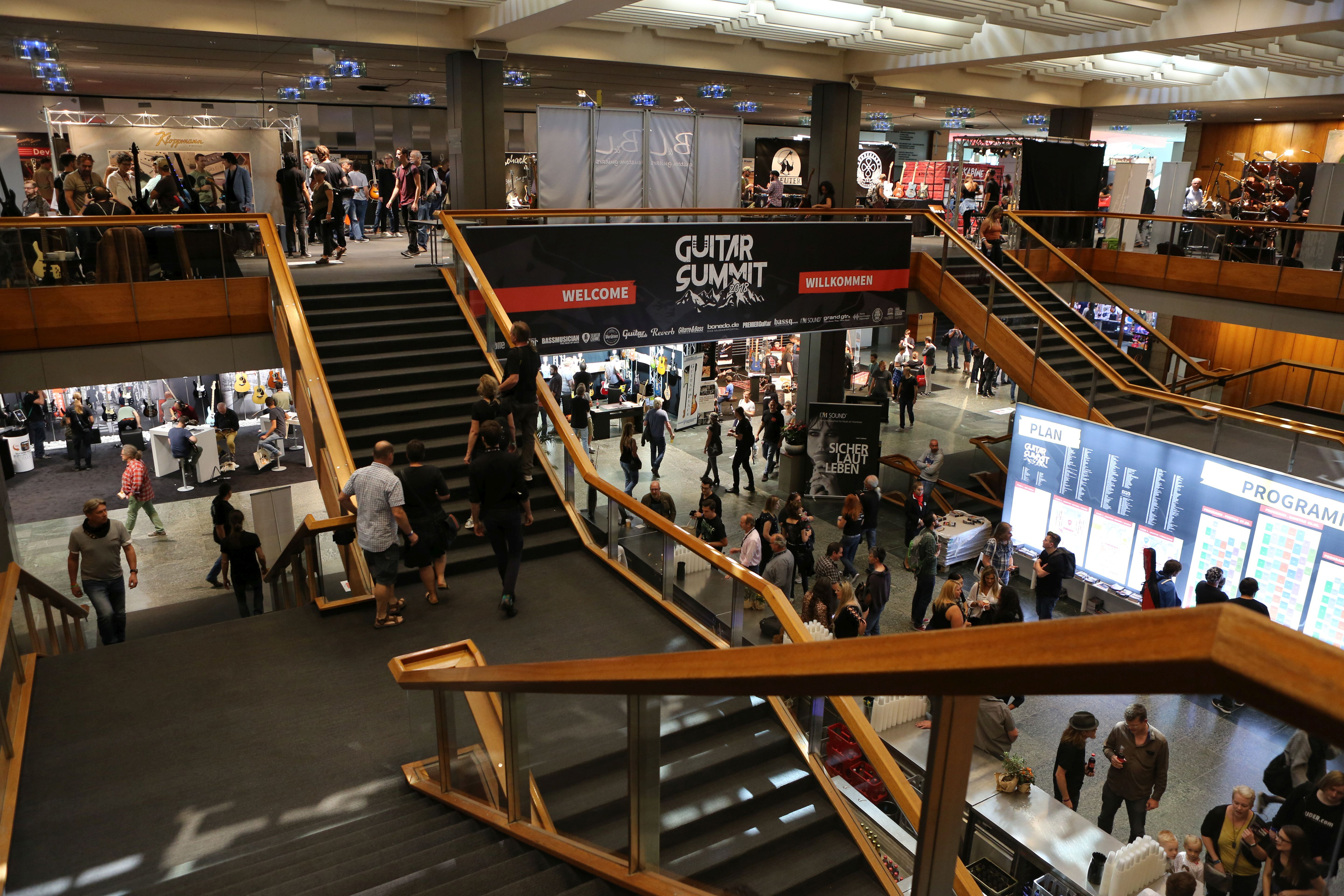
Guitar Summit 2017 – Eingangsbereich zur Ausstellung

Die Ausstellung des Guitar Summit ist in verschiedene Themenwelten aufgeteilt und bietet einen Überblick über den Markt der Musikinstrumentenindustrie. Eine Themenwelt widmet sich ausschließlich Gitarren- und Bassverstärkern, in den weiteren Bereichen geht es um elektrische Gitarren, Bässe, akustische Gitarren und Effektpedale.
In jeder Themenwelt werden Workshops auf akustisch von der Ausstellung abgetrennten Bühnen abgehalten. Die Workshop-Themen reichen von verschiedenen Spieltechniken über Songwriting, Tipps zur Gitarrenaufnahme bis zur Selbstvermarktung. Alle Workshops sind im Ticketpreis inbegriffen.
Zusätzlich zum Workshop-Programm gibt es separat buchbare Meisterklassen mit limitierter Teilnehmerzahl. In kleinen Gruppen werden hier Themen tiefgehend behandelt und erklärt.
In einer Do-it-yourself-Area hat der Besucher die Möglichkeit, unter professioneller Anleitung Gitarrenverstärker, E-Gitarren oder Effektpedale zu bauen.

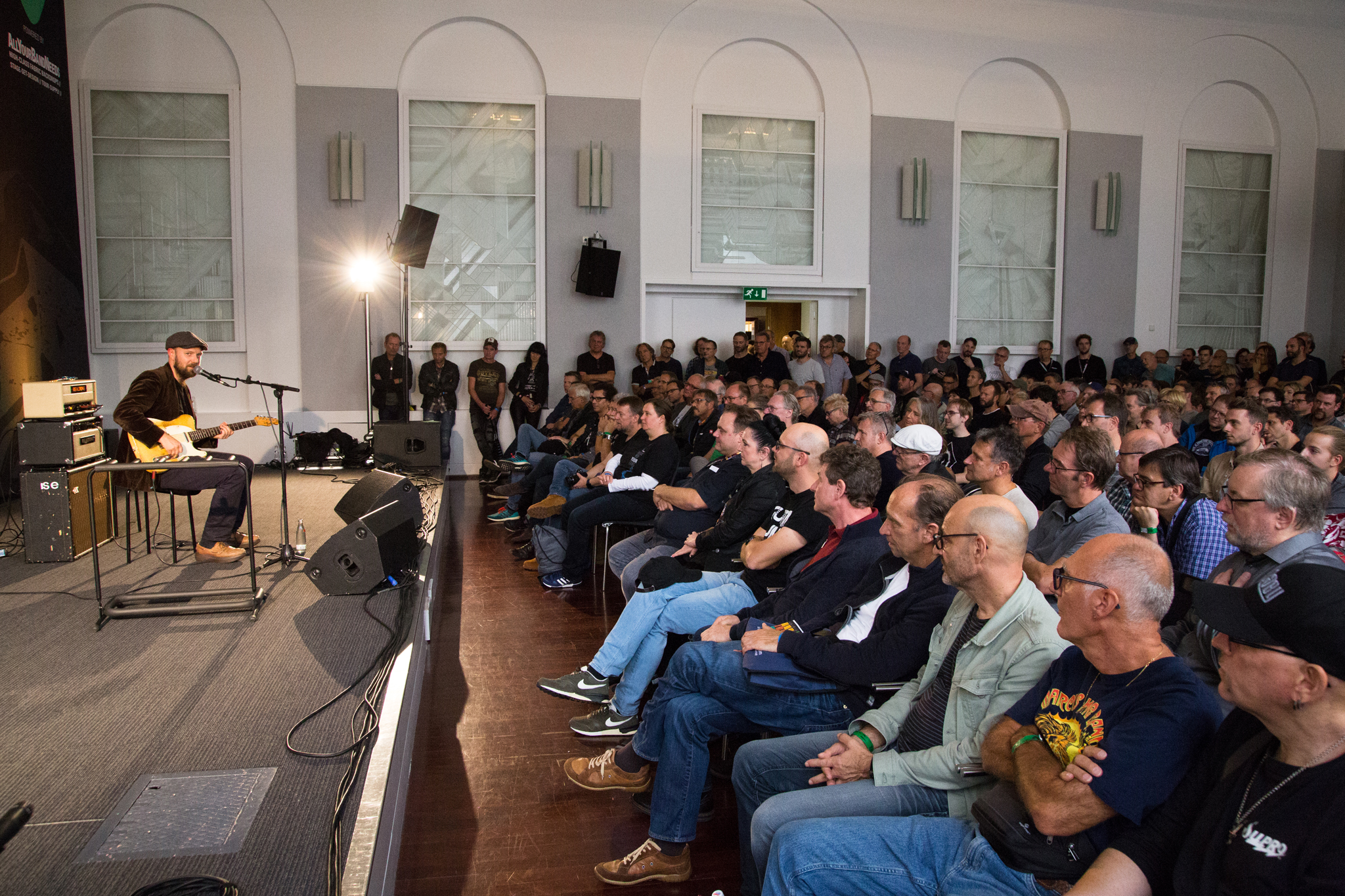
Guitar Summit 2019 – Workshop mit Henrik Freischlader

Zum Abschluss der Veranstaltungstage finden Konzerte statt. Das Musikprogramm deckt mit den Musikrichtungen Rock, Blues, Metal, Jazz, Singer-Songwriter, Fingerstyle ein breitgefächertes Angebot ab, wobei der Fokus am Freitagabend auf Akustikgitarre und Solokonzerten liegt. Der Samstag ist den Themen E-Gitarre und Band-Performances vorbehalten.
Die Ausstellung ist als „Silent-Show“ konzipiert. Das bedeutet, dass ein Antesten und Vorführen der ausgestellten Musikinstrumente in fast allen Bereichen der Ausstellung, außer in der Themenwelt Gitarren- und Bassverstärker und auf den Workshopbühnen, nur über Kopfhörer erlaubt ist. Hierdurch wird die Lautstärke während der Veranstaltung niedrig gehalten, damit Besucher und Aussteller miteinander kommunizieren können.

## Geschichte

### 2017
Der erste Guitar Summit fand vom 8. bis zum 10. September 2017 mit etwa 300 ausstellenden Marken statt. Dabei kamen ca. 4.500 Besucher in das m:con Congress Center Rosengarten in Mannheim. Auf 6 Bühnen wurden 106 Workshops abgehalten, die jeweils 30 Minuten dauerten. Besucher konnten unter anderem in der Themenwelt Gitarren- und Bassverstärker über ein Schaltsystem per Tastendruck verschiedene Gitarrenverstärker mit Gitarrenboxen kombinieren. In der Themenwelt für elektrische Gitarren und Bässe wurde ein spezieller Bereich namens Boutique Area für die Gitarren- und Bassbauer der European Guitar Builders e.V. (EGB) reserviert. Diese konnten dort an einem Gemeinschaftsstand oder an einem eigenen Stand ihre Kreationen präsentieren.
Teilnehmende Künstler waren unter anderem Guthrie Govan, Victor Smolski, Jen Majura, Thomas Blug, Jon Gomm, und die Post-Rock-Band Long Distance Calling.

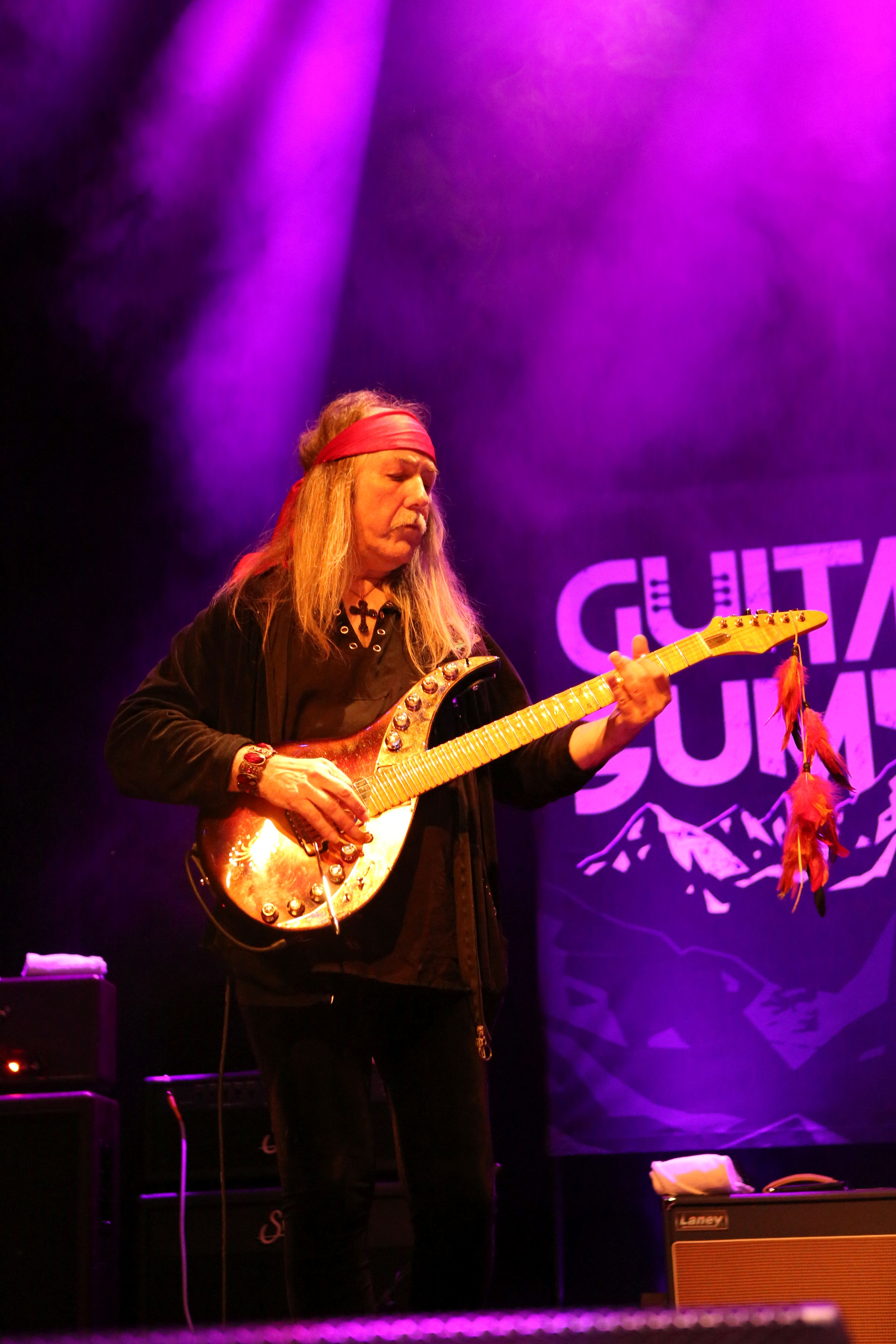
Guitar Summit 2018 – Uli Jon Roth auf der Electric Party

### 2018
Auf dem zweiten Guitar Summit, welcher vom 7. bis zum 9. September 2018 stattfand, stellten über 200 Aussteller ca. 400 Marken aus. Es kamen etwa 6.200 Besucher. Die Bühnenanzahl wurde um eine „Silent-Stage“ im Ausstellungsbereich ergänzt, auf welcher der Sound drahtlos auf die Kopfhörer der Zuschauer übertragen wurde. Durch diese weitere Bühne konnte die Anzahl der 30-minütigen Workshops auf 160 gesteigert werden. Zu den Workshops gesellten sich erstmals separat buchbare Meisterklassen. Zudem neu war eine DIY-Area, in der der Besucher unter professioneller Anleitung selbst einen Gitarrenverstärker bauen konnte. In der Themenwelt Gitarren- und Bassverstärker hatten Gitarristen und Bassisten die Möglichkeit, eine Auswahl an Verstärkern mit verschiedenen Boxen zu kombinieren.
Für das Konzert- und Workshop-Programm waren unter anderem folgende Künstler gebucht: Phil X, Uli Jon Roth, Marcus Deml mit seiner Band The Blue Poets, Stu Hamm, Pete Thorn, Sommerplatte mit Hanno Busch und Claus Fischer.

### 2019

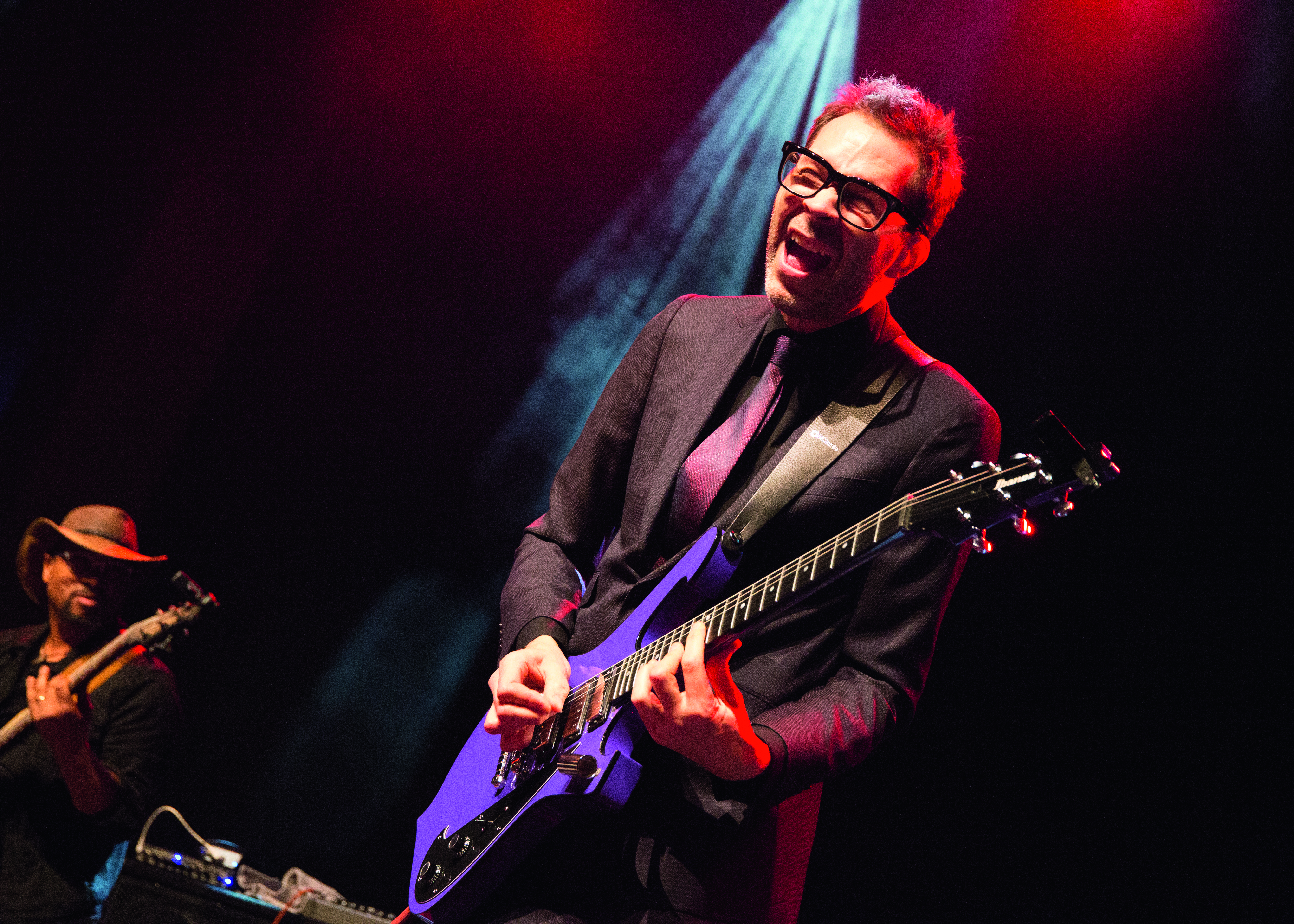
Guitar Summit 2019 – Paul Gilbert beim Allstar-Jam

Am Wochenende vom 27. bis 29. September 2019 fand der dritte Guitar Summit statt. Es nahmen etwa 8.600 Besucher teil, die Zahl der ausstellenden Marken betrug ca. 470. Die Dauer der Workshops wurde von 30 auf 45 Minuten angehoben, die Anzahl der Workshops wurde auf knapp über 100 reduziert. Erstmals wurden im Ausstellungsbereich akustisch abgekoppelte Testkabinen installiert.
Teilnehmende Künstler waren unter anderen: Paul Gilbert, Billy Sheehan, Jeff Berlin, Fredrik Åkesson von Opeth, Henrik Freischlader und viele andere.

### 2020

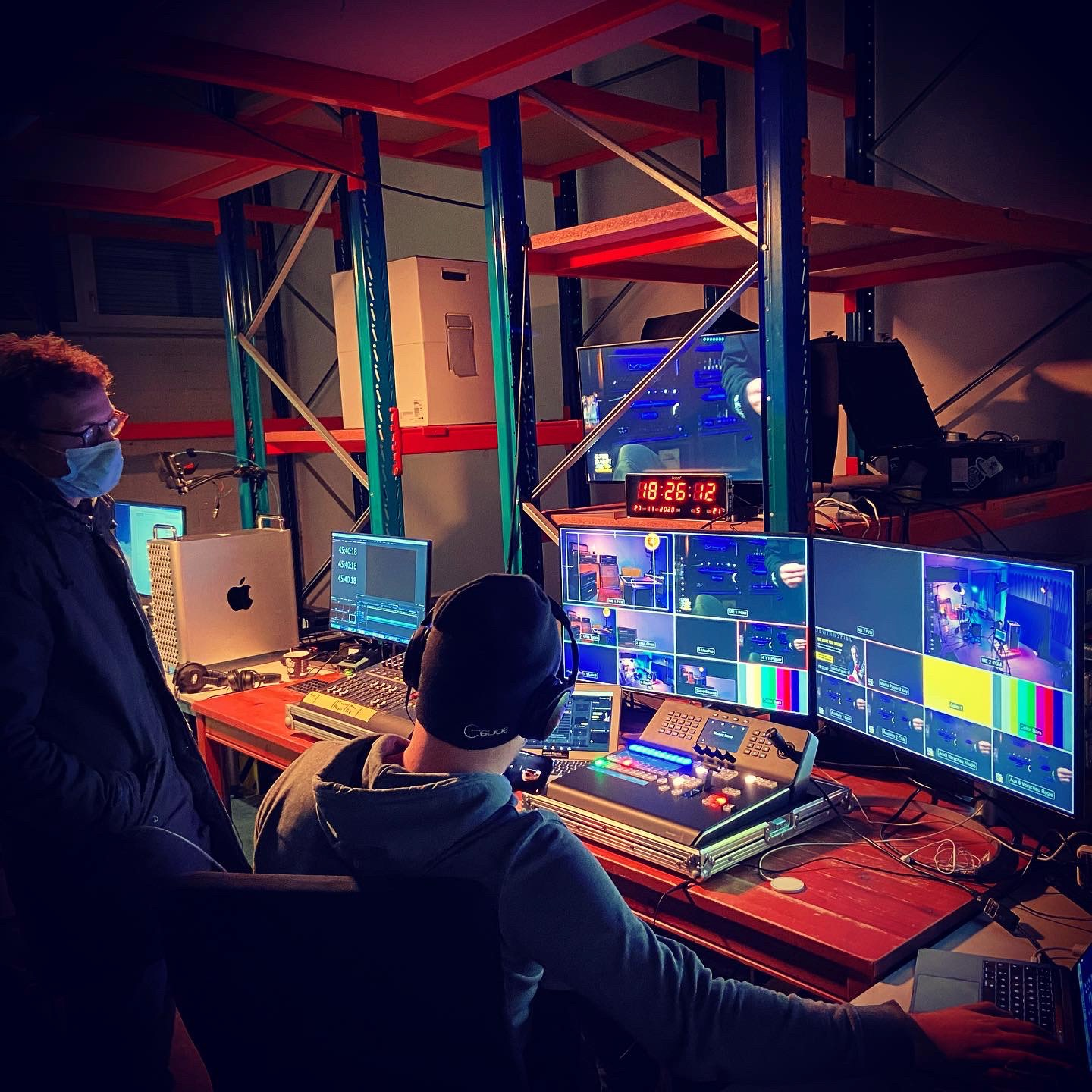
Guitar Summit Web Camp 2020 – Blick hinter die Kulissen

Im Jahr 2020 konnte der Guitar Summit wegen der Verbreitung des Corona-Virus nicht im gewohnten Format durchgeführt werden. Ersatzweise wurde mit dem Guitar Summit Webcamp ein digitales und interaktives Gitarren-Community-Event veranstaltet, welches am Wochenende vom 28. bis 29. November 2020 stattfand. Neben einer virtuellen Ausstellung und einem On-Demand-Workshop-Programm auf virtuellen Bühnen gab es einen mehrstündigen moderierten Live-Stream mit Interviews, Workshops und Produktvorstellungen. Zudem klinkten sich YouTube-Influencer in den Live-Stream ein, um das Programm mitzugestalten. Dazu gab es Möglichkeiten, sich online mit Herstellern, Gitarrenbauern, Künstlern, der Redaktion und untereinander auszutauschen.
Mitwirkende Künstler waren unter anderem Misha Mansoor, Dave Ellefson, Gus G, Paul Reed Smith.

### 2021
Auch im Jahr 2021 konnte der Guitar Summit wegen der Covid-19-Pandemie nicht in gewohnter Weise stattfinden; aufgrund der kurzfristigen Absage war es auch nicht möglich, eine digitale Veranstaltung aufzusetzen.

### 2022
Der vierte Guitar Summit fand nach zweijähriger coronabedingter Pause am Wochenende vom 09. bis 22. September 2022 statt. Es kamen etwa 9.400 Besucher, die Zahl der ausstellenden Marken konnte auf etwa 500 gesteigert werden. Wie schon im Jahr 2019 betrug die Anzahl der Workshops auf knapp über 100.
Für das Konzert- und Workshop-Programm kamen unter anderem folgende Künstler: Jeff Loomis (u. a. Arch Enemy), Henrik Danhage (Evergrey), Kinga Glyk, Michael Sagmeister, Henrik Linder (Dirty Loops), Heavysaurus und Gus G.

### 2023
Vom 22. bis 24. September fand Der Guitar Summit 2023 in Mannheim statt. Die Besucherzahl lag bei 11.300, zudem waren 550 ausstellende Marken vor Ort. Es wurden über 100 Workshops auf 7 Bühnen angeboten. 
Bei den Konzerten am Freitag- und Samstagabend traten unter anderem Joscho Stephan, Laura Cox, Al Di Meola und Greg Koch. Weitere Künstler, die während der Veranstaltung Auftritte und Workshops abhielten, waren u. a. Doug Aldrich, Bill Kelliher, Lari Basilio, Sascha Gerstner & Markus Grosskopf von Helloween, Plini oder Mateus Asato.

### 2024
Der Guitar Summit 2024 fand vom 27. bis 29. September im Mannheimer Rosengarten statt. Mit über 13.800 Besuchern wurde ein neuer Veranstaltungsrekord aufgestellt. Erneut präsentierten 550 ausstellende Marken ihre Produkte. Auf insgesamt 7 Bühnen fanden über 120 Workshops, Masterclasses und Konzerte statt. Neu in diesem Jahr war eine Kooperation mit dem Radiosender Rock Antenne, der die Rock Antenne Stage präsentierte. Auf dieser Bühne lief ganztägig ein Programm, das zusätzlich live ins Internet gestreamt wurde. 
Für das Konzert- und Workshop-Programm konnten unter anderem die folgenden Künstlerinnen und Künstler gewonnen werden: Nita Strauss, Tommy Emmanuel, Fredrik Åkesson, Phil X, Frank Itt, Gregor Meyle, Heavysaurus und viele mehr, aber auch viele internationale YouTube und Influencer aus der Gitarrenszene wie u. a. Kfir Ochaion, Paul Davids oder Kristian Kohlmannslehner. 